# Pilkington

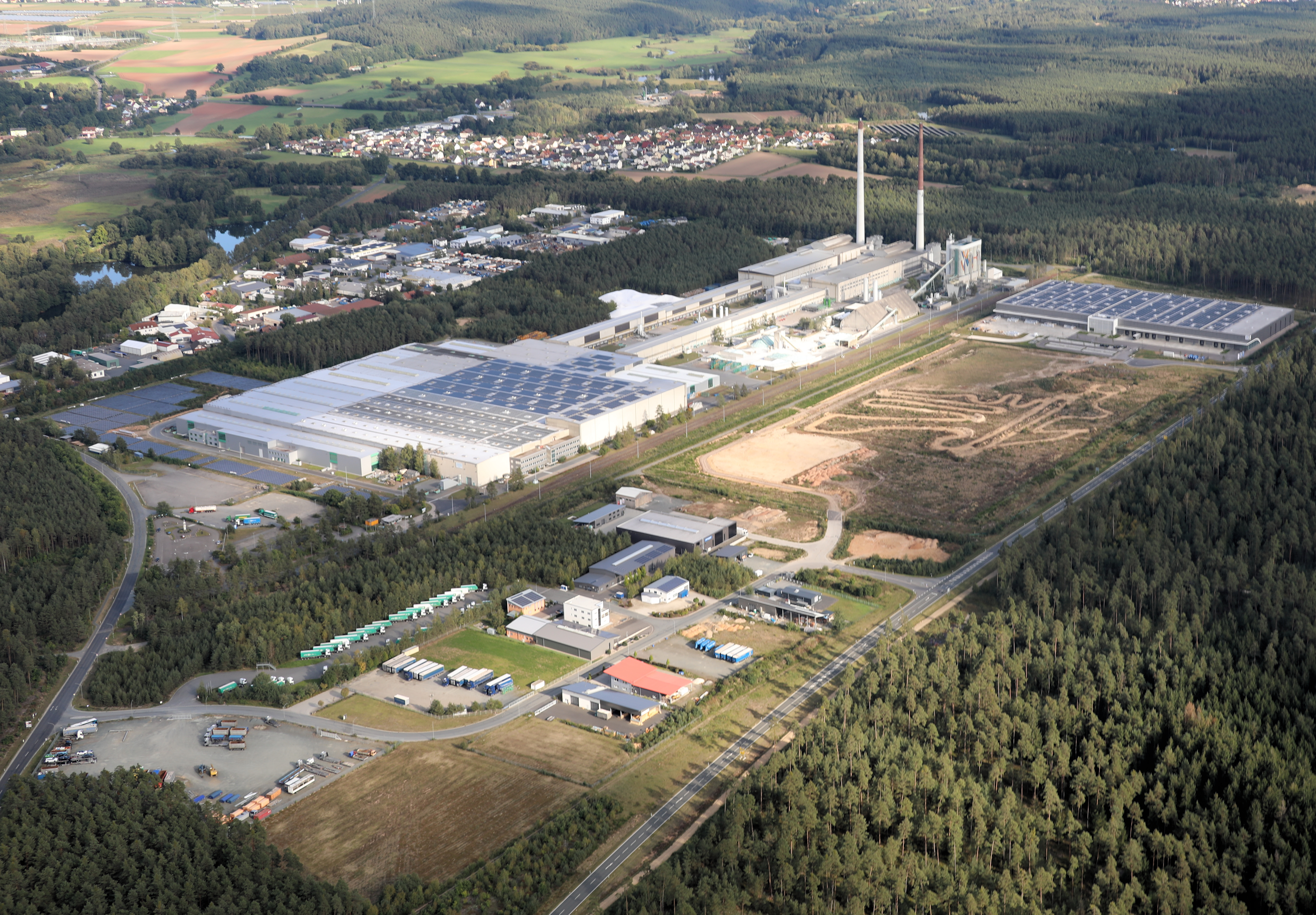
Pilkington Weiherhammer (2023)

Pilkington Group Limited ist ein britisches Unternehmen der Glasindustrie, das seit 1826 im Bereich der Glasherstellung und -verarbeitung tätig ist. Es war bis 1970 in Privatbesitz und bis 2006 eine Aktiengesellschaft. Die Aktien wurden an der Börse in London gehandelt. Nach der Übernahme durch Nippon Sheet Glass (NSG) wurde die Gesellschaft von der Börse genommen.

## Geschichte
Den Durchbruch erreichte das Unternehmen mit der Industrialisierung des Floatglas-Prozesses, bei dem das ca. 1000 °C heiße Glas über eine mit flüssigem Zinn gefüllte Wanne geleitet wird. Dadurch war es erstmals möglich, Glastafeln mit hochpräzisen planparallelen Oberflächen zu erzeugen, die ohne vorheriges Schleifen und Polieren eine störungsfreie Optik aufweisen. Dies war gegenüber dem vorher üblichen maschinengezogenen Glas eine revolutionäre Neuerung. Diese Erfindung war der Beginn eines kontinuierlichen Wachstums. Heute beschäftigt Pilkington weltweit 24.000 Mitarbeiter und setzt mit seinen Produkten etwa drei Mrd. GBP um. Die Umsätze werden je zur Hälfte mit Automobil- und Bauglas erzielt.
1986 erwarb Pilkington den Geschäftsbereich Glas von Libbey-Owens-Ford. Der Stammsitz des Unternehmens ist St Helens in Nordwestengland.
Seit Juli 2010 steht Craig Naylor als President & CEO dem Unternehmen vor. Im März 2006 empfahl der Vorstand der Pilkington plc den Aktionären, ein von dem japanischen Glashersteller NSG (Nippon Sheet Glass) ausgesprochenes Übernahmeangebot anzunehmen. Am 19. April 2006 haben die Aktionäre in einer außerordentlichen Hauptversammlung diesem Vorschlag zugestimmt.
Die deutschen Pilkington-Tochterunternehmen konzentrieren sich auf die Herstellung von Floatglas Optifloat (in den Werken Gladbeck und Weiherhammer), von veredelten Halbzeugen und Profilbauglas Profilit (Bauglasindustrie GmbH, Schmelz) sowie auf die Produktion von Brandschutzglas (Pyrostop und Pyrodur). Eine Innovation stellt das Glas Pilkington Activ dar. Es verfügt über selbstreinigende Eigenschaften, die durch eine spezielle Beschichtung auf der Außenseite hervorgerufen werden. Im Automobilbereich ist Pilkington einer der weltgrößten Hersteller, sowohl für die Erstausrüstung (OEM) als auch für die Ersatzteilversorgung (AGR).
Die Standorte in Deutschland sind: Gelsenkirchen, Gladbeck, Weiherhammer, Schmelz, Witten, Aken und Wesel sowie drei Verkaufsbüros in Braunschweig, Neu-Isenburg (nahe Frankfurt) und Güglingen. Pilkington ist seit 1980 die Mutter der Flachglas AG.
Die Österreichzentrale der Pilkington Austria GmbH (für Architectural Glass (Bauglas)) liegt in Bischofshofen, weitere Standorte bestehen in Wundschuh, Brunn am Gebirge und Innsbruck. Die Auslieferung in Graz wurde aufgelassen, eine Produktion in Eisenerz im April 2012 endgültig geschlossen. In Moosbrunn besteht noch ein Standort der Pilkington AGR Austria GmbH für Automotive AGR, das Fahrzeugglasersatzteilgeschäft. (Stand 18. Juni 2018)
In der Schweiz war Pilkington vertreten in Wikon, Thun und Münchenbuchsee. In Wikon und Thun wurde hauptsächlich Isolierglas produziert und in Münchenbuchsee wurden Brandschutzglas und Ganzglasanlagen hergestellt. Im Juli 2009 wurden die Schweizer Standorte von der bayerischen Flachglas Wernberg GmbH übernommen.

## Aktuelle Firmenentwicklungen

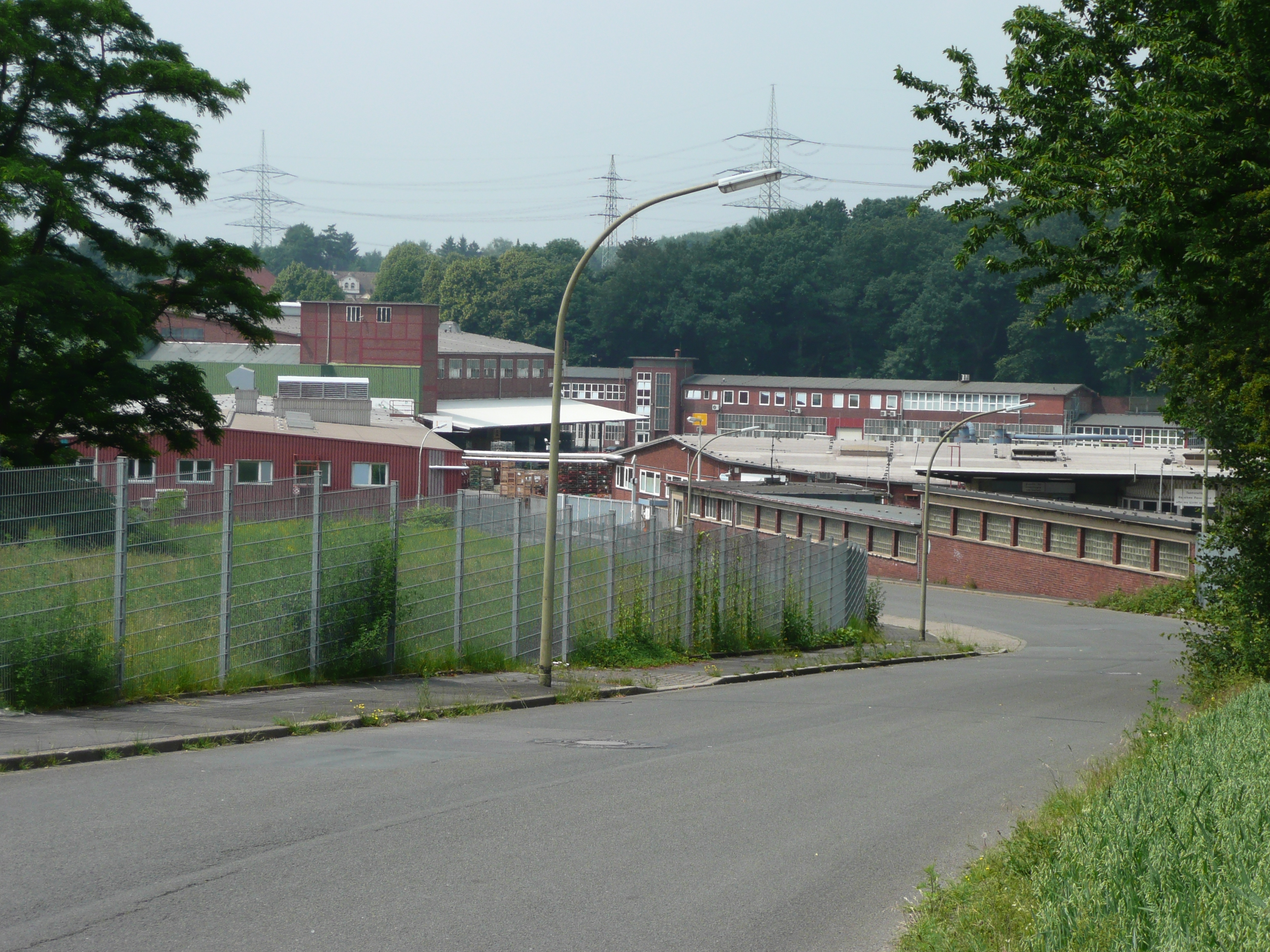
Werk Witten
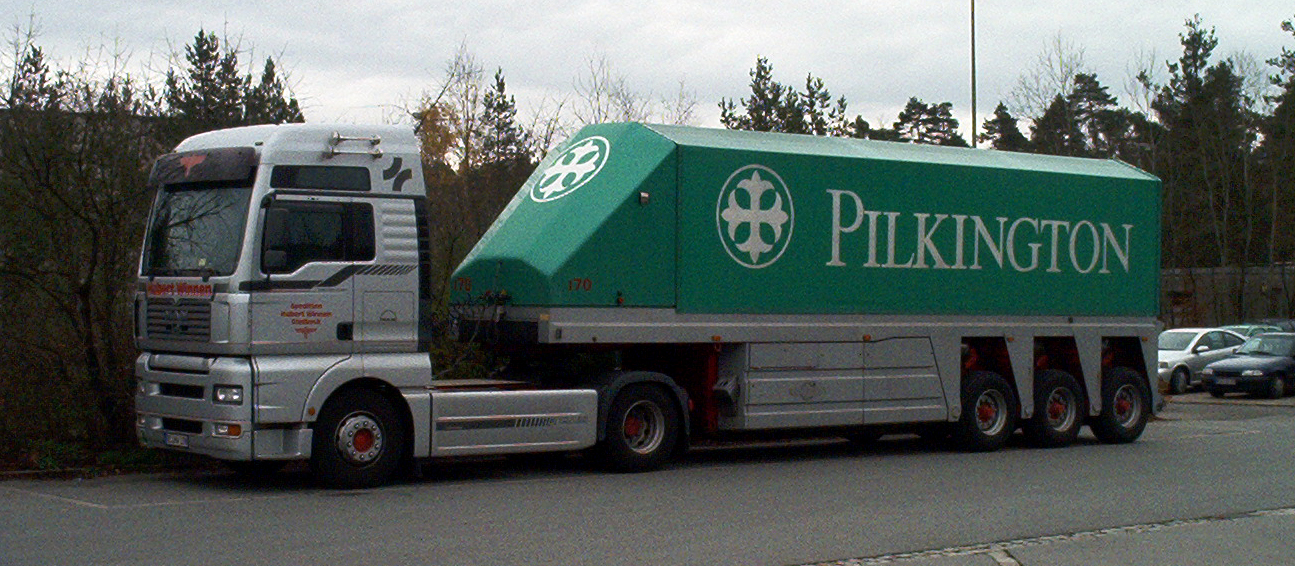
Spezialfahrzeug zum Glastransport am Werk Weiherhammer
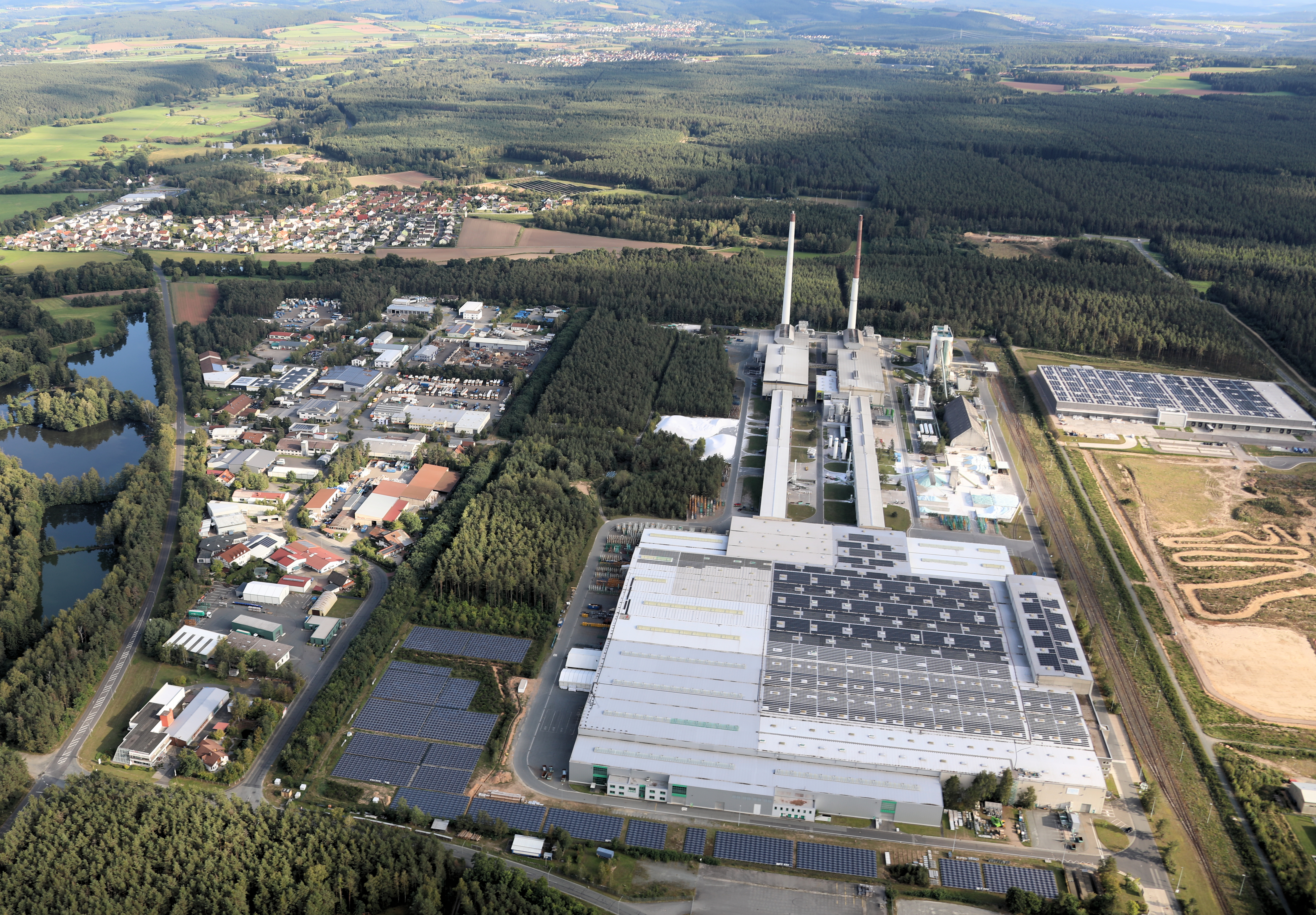
Pilkington Flachglaswerk Weiherhammer(2023)
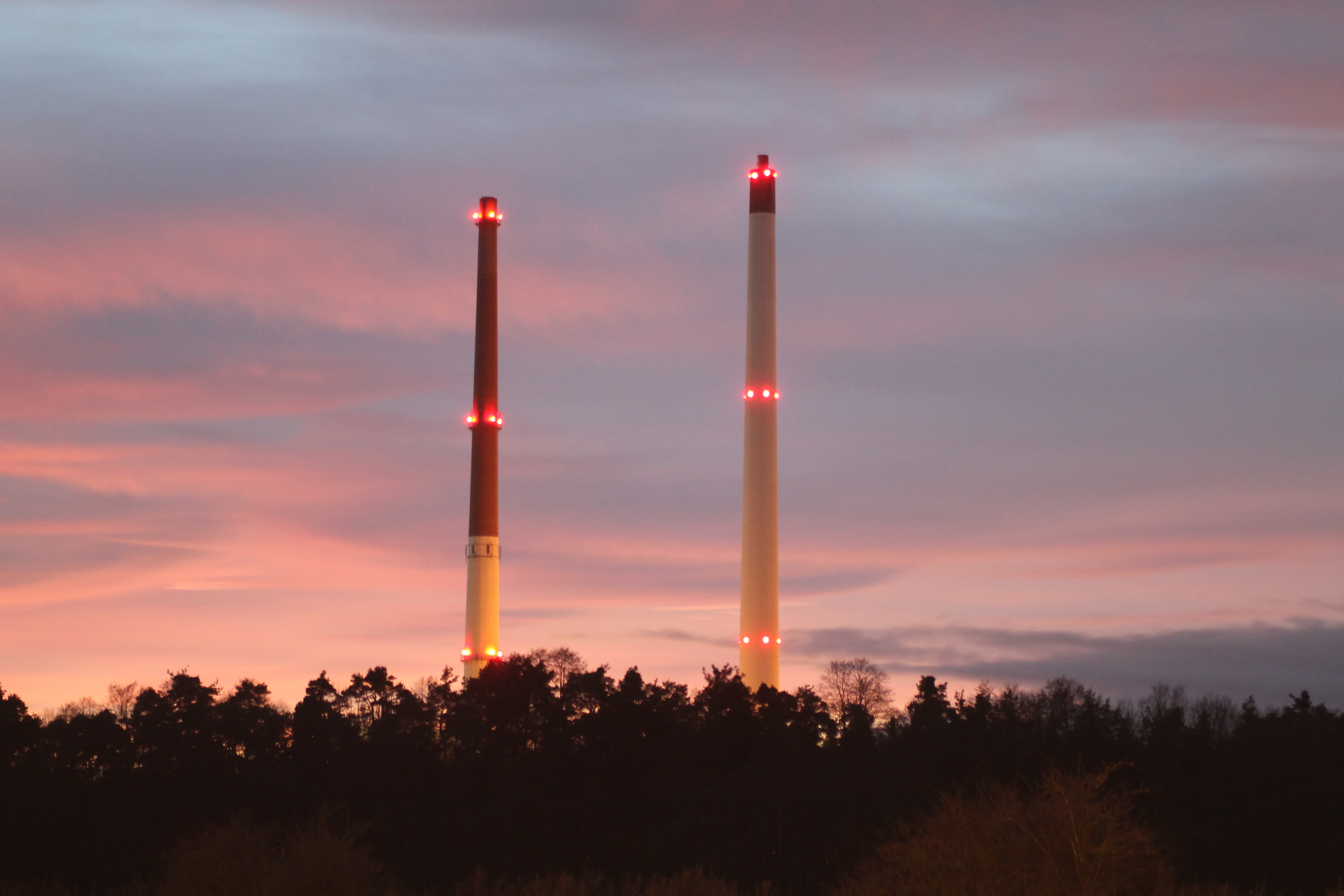
Die beiden je 140 Meter hohen Kamine der Pilkington-Flachglaswerke Weiherhammer

Im November 2007 verhängte die Europäische Union durch EU-Wettbewerbskommissarin Neelie Kroes gegen das Unternehmen eine Geldstrafe von 140 Millionen Euro. Pilkington war an einem internationalen Kartell mit den Unternehmen Guardian aus den Vereinigten Staaten, AGC aus Japan und Saint Gobain aus Frankreich beteiligt, die illegale Preisabsprachen für Bauglas getroffen hatten.
Im November 2008 wurde gegen das gleiche Glaskartell, diesmal erweitert um das belgische Unternehmen Soliver, eine neuerliche Geldstrafe aufgrund von Preisabsprachen, in diesem Fall im Bereich Automobilglas, festgelegt. Der für Pilkington festgesetzte Anteil an der Geldstrafe (Gesamtsumme: 1,35 Mrd. Euro) beläuft sich auf 370 Millionen Euro. Am 31. Dezember 2009 wurde das früher in Braunschweig bestehende Werk geschlossen, es verblieb ein Vertriebsbüro am Standort.

## Standort Flachglaswerk Weiherhammer
Das Werk in Weiherhammer ist eines der größten Flachglaswerke in Deutschland mit einer Tagesproduktion von 1600 Tonnen und einem Personalstand von 560 Personen.